# Садыгова, Махлуга Алескер кызы
Махлуга Алескер кызы Садыгова (азерб. Məhluqə Ələsgər qızı Sadıqova; 28 апреля 1917, Шуша — 15 августа 2003, Баку) — азербайджанская актриса. Народная артистка Азербайджанской ССР (1978).

## Биография
Махлуга Садыгова родилась 28 апреля 1917 года в городе Шуша. Училась в 1-й женской школе города Шуша. В 1930 году с семьёй переехала в Баку. В 1936 году поступила на факультет стоматологии Бакинского медицинского техникума. 27 сентября 1936 года во время обучения в техникуме она была принята в труппу Азербайджанского драматического театра. В театре работала актрисой в течение 54 лет. В 1992 году начала работать в Бакинском муниципальном театре.
Скончалась 15 августа 2003 года в Баку.

## Творчество
Более сорока лет Махлуга Садыгова являлась ведущей фольклорно-этнографической радиопередачи «Bulaq» («Родник») на азербайджанском радио.
Играла в театральных спектаклях в различных жанрах. 
Театральные роли
| Пьеса                        | Автор                      | Роль                         |
| ---------------------------- | -------------------------- | ---------------------------- |
| Огтай Элоглу                 | Джафар Джаббарлы           | Нади                         |
| Завядшие цветы               | Джафар Джаббарлы           | Пери                         |
| Алмаз                        | Джафар Джаббарлы           | Яхши                         |
| Севиль                       | Джафар Джаббарлы           | Гюлюш                        |
| Возвращение                  | Джафар Джаббарлы           | Турадж                       |
| 1905 год                     | Джафар Джаббарлы           | Сона                         |
| Синяя птица                  | Морис Метерлинк            | Сюд                          |
| Проказы Скапена              | Жан-Батист Мольер          | Киасинта                     |
| Пери Джаду                   | Абдуррахман бек Хаквердиев | Саяд, Селима, Пери, Зернигар |
| Зимняя сказка                | Уильям Шекспир             | София, Паулину               |
| Ученик дьявола               | Бернард Шоу                | Миссис Дайсен                |
| Жена министра                | Бранислав Нушич            | Ната ханум                   |
| Визирь Ленкоранского ханства | Мирза Фатали Ахундов       | Пери ханум                   |
| Женская трагедия             | Федерико Гарсия Лорка      | Долорес                      |
| Ложь                         | Сабит Рахман               | Тетушка Гюлюш                |
| Шейх Санан                   | Гусейн Джавид              | Захра                        |
| Дядя Ваня                    | Антон Чехов                | София                        |
| На тропе войны               | Виктор Розов               | Клавдия Васильевна           |

### Фильмография
- «Любовь Афаг[азерб.]»
- «В Баку дуют ветры» (1974)
- «Если мы вместе» (1975)
- «Сигнал с моря» (1986)
- «Шкатулка[азерб.]» (1973)
- «Его бедовая любовь» (1980)
- «Заколдованный горшок[азерб.]» (1979)
- «Семеро сыновей моих» (1970)
- «Непокорённый батальон» (1965)

## Звания и награды
- Медаль «За трудовое отличие» (9 июня 1959)
- Заслуженная артистка Азербайджанской ССР (21 июля 1949)[4]
- Народная артистка Азербайджанской ССР (10 января 1978)[5]
- Персональная пенсия Президента Азербайджана (11 июня 2002)[6]
- Почётная грамота Президиума Верховного Совета Азербайджанской ССР (1 июня 1974)[7]

## Память
19 июля 2017 года принято распоряжение о праздновании 100-летия актрисы. 17 октября 2017 года в Азербайджанском драматическом театре проведён юбилей актрисы.